# 오스트리아 대공비 마리 아스트리드
오스트리아 대공비 마리 아스트리드(Archduchess Marie-Astrid of Austria, 1954년 2월 17일 ~ )는 룩셈부르크 대공 장과 벨기에 공주 조제핀샤를로트의 장녀이자 장녀이며, 오스트리아의 마지막 황제 카를 1세의 손자인 오스트리아 대공 카를 크리스티안의 아내이다.